# Boeing Model 493
Le Boeing Model 493 était un projet d'avion de transport à turbopropulseurs conçu par Boeing dans les années 1950.

## Design
Le Boeing modèle 493 était similaire au Boeing C-97 Stratofreighter mais différait par une aile de mouette et une plus grande envergure (165 pi contre 141 pi du C-97). Pour loger un deuxième pont, le diamètre du fuselage a été augmenté à 214 pouces,,.
Selon certaines sources, le modèle 493 aurait été désigné C-127. Cependant, les dossiers de l'US Air Force montrent que le C-127 était la désignation d'origine du Douglas C-124B,.